# 法国国民教育和青年部
法國國民教育和青年部（法語：Ministère de l’Éducation nationale et de la Jeunesse）是法國政府掌管青少年、国民教育的政府部門，其運作佔用法國政府最大的預算比例。

## 組織
- 事務總局 (SG)
- 構想局 (DE)
- 評量、預測與成效局 (DEPP)
- 財務局 (DAF)
- 法務局 (DAJ)
- 歐洲及國際關係協調局 (DREIC)
- 國民教育監察總局（法语：Inspection générale de l'Éducation nationale） (IGENR)

## 外部連結
- （法文） 法國教育部 （页面存档备份，存于）
- （法文） 法國教育部歷史 （页面存档备份，存于）
- （法文） 研究部門 （页面存档备份，存于）